# Vouillé, Deux-Sèvres

Vouillé este o comună în departamentul Deux-Sèvres, Franța. În 2009 avea o populație de 3,214 de locuitori.